# ゆうちょ銀行郡山店
ゆうちょ銀行郡山店（ゆうちょぎんこうこおりやまてん）は福島県郡山市清水台二丁目にある、ゆうちょ銀行の直営店。かつては郡山貯金事務センターであった。

## 概要
住所：〒963-8794 福島県郡山市清水台二丁目13番21号
ゆうちょ銀行郡山店はゆうちょ銀行単独店舗ではあるが、有人窓口の取扱時間が特に長い訳ではなく、また日本郵便が代理店で貯金窓口を運営している郡山郵便局に比べ、ATMの取扱時間が短くなっている。
なお、近隣の郵便局店舗は、郡山駅前大通り郵便局となる。
2021年現在、全国で2箇所しかない、ゆうちょ銀行単独店舗(厳密には、同一建物内に郵便局が併設されていない拠点)である。

## 沿革
- 2003年（平成15年）1月4日 - 郡山貯金事務センターが仙台貯金事務センターに統合されたことに伴い、郵便貯金福島県サポートセンターに転換。
- 2007年（平成19年）10月1日 - 民営化に伴い、郵便貯金福島県サポートセンターがゆうちょ銀行郡山店（直営店）とゆうちょ銀行福島地域センターに転換。
- 2016年（平成28年）4月1日 - ゆうちょ銀行福島地域センターを改組し、ゆうちょ銀行福島パートナーセンターを開設。

## 取扱内容

### ゆうちょ銀行郡山店
- 貯金、貸付、為替、振替、振込、国際送金、外貨両替、国債、投資信託、変額年金保険 - 平日16時まで営業。
- ATM

### ゆうちょ銀行福島パートナーセンター
- 対顧客のコールセンター業務
- 郵便局の管理・サポート業務等

## 周辺
- 郡山信用金庫本店
- 郡山病院
- 東邦銀行郡山大町支店
- ホテルリッチフィールド郡山
- 郡山ビューホテルアネックス
- JTB福島支店
- 郡山地域職業訓練センター
- かんぽ生命保険福島支店

## アクセス
- JR郡山駅から徒歩約9分
- 福島交通バス 清水台2停留所下車